# Departament 25 de Mayo (Misiones)

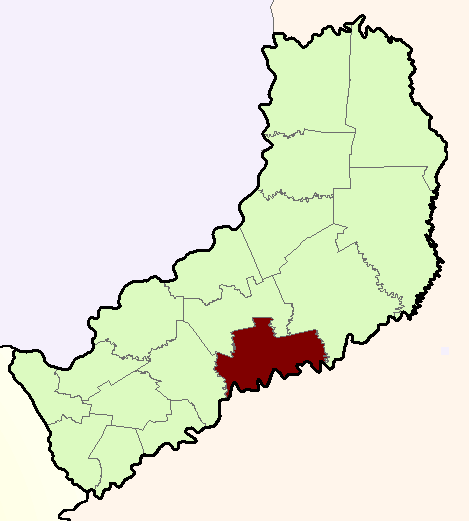
Departament 25 de Mayo na tle prowincji Misiones

Departament 25 de Mayo – jeden z 17 departamentów argentyńskiej prowincji Misiones. Stolicą departamentu jest miasto Alba Posse.
Powierzchnia departamentu wynosi 1639 km². Na obszarze tym w 2010 roku mieszkało 27 323  ludzi, a gęstość zaludnienia wynosiła 16,7 mieszkańców/km².
Od zachodu poprzez rzekę Urugwaj graniczy z Brazylią. Wokół niego znajdują się departamenty: Oberá, Cainguás oraz Guaraní.